# Brachyopa
Brachyopa је инсекатски род који припада породици осоликих мува. 

## Дистрибуција
Ово је холарктички род осоликих мува. 

## Опис
Период лета врста из рода Brachyopa ограничен је на пролеће и почетак лета. Много чешће него на цвећу, могу се наћи на токовима сока богатим микроорганизмима на дрвећу (углавном листопадним врстама) и на стаблима и живих и мртвих стабала. То је уједно и место развоја њихових ларви – живе и у самим процепима и испод коре, где се хране микроорганизмима. У повољном окружењу, истовремено се могу наћи представници неколико врста. Сличне су им осолике муве рода Hammerschmidtia, за разлику од Brachyopa, много се чешће посећују цветове биљака, посебно на Asteraceae, а представници овог рода могу се наћи у нешто каснијем периоду - од краја маја до августа.

## РодBrachyopaу Србији
У Србији је до сада потврђено присуство 12 врста из овог рода. Ово је и даље слабо истражен род осоликих мува у Србији, тако да је 2020. откривена 12. врста - Brachyopa bimaculosa.
Списак врста:
- Brachyopa bicolor (Fallen, 1817)
- Brachyopa dorsata Zettertedt, 1837
- Brachyopa insensilis Collin, 1939
- Brachyopa maculipennis Thompson, 1980
- Brachyopa panzeri Goffe, 1945
- Brachyopa pilosa Collin, 1939
- Brachyopa plena Collin, 1939
- Brachyopa testacea (Fallen, 1817)
- Brachyopa vittata (Zetterstedt, 1843)
- Brachyopa bimaculosa Doczkal & Dziock, 2004

## Галерија
- Brachyopa dorsata
- Brachyopa insensilis
- Brachyopa panzeri